# Vandiemenella
Vandiemenella is een geslacht van rechtvleugeligen uit de familie Morabidae. De wetenschappelijke naam van dit geslacht is voor het eerst geldig gepubliceerd in 1976 door Key.

## Soorten
Het geslacht Vandiemenella omvat de volgende soorten:
- Vandiemenella pichirichi Key, 1976
- Vandiemenella viatica Erichson, 1842